# Verbascum kastamunicum
Verbascum kastamunicum är en flenörtsväxtart som beskrevs av Svante Samuel Murbeck. Verbascum kastamunicum ingår i släktet kungsljus, och familjen flenörtsväxter. Inga underarter finns listade i Catalogue of Life.